# اچ‌ام‌اس سنشال (پی۲۵۵)
اچ‌ام‌اس سنشال (پی۲۵۵) (به انگلیسی: HMS Seneschal (P255)) یک زیردریایی بود که طول آن ۲۱۷ فوت (۶۶ متر) بود. این زیردریایی در سال ۱۹۴۵ ساخته شد.